# Schweizerische Radio- und Fernsehgesellschaft

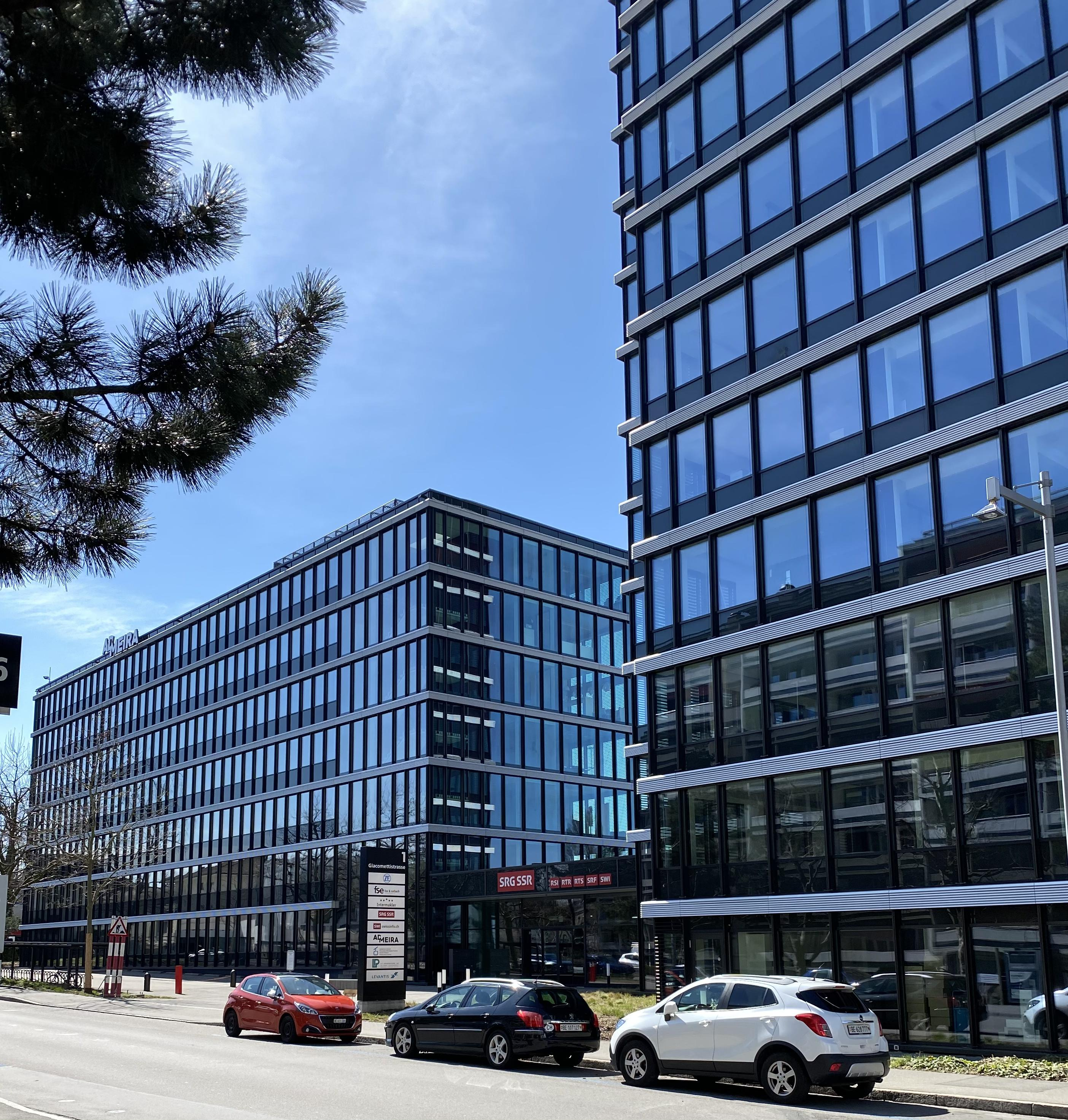
Sitz der SRG

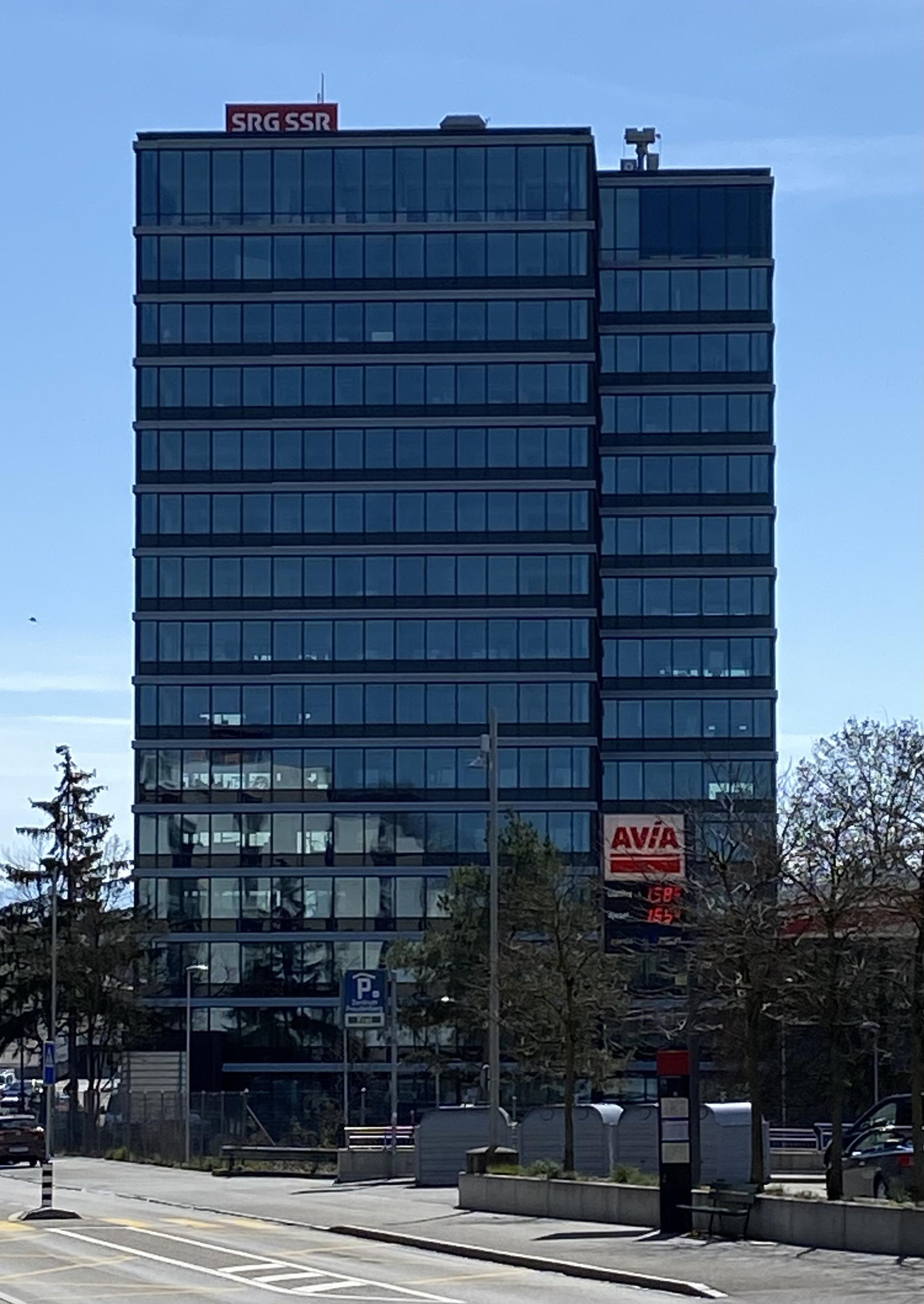
Sitz der SRG

Logo bis zum 31. Dezember 2010

Die Schweizerische Radio- und Fernsehgesellschaft (SRG) (französisch Société suisse de radiodiffusion et télévision (SSR), italienisch Società svizzera di radiotelevisione (SSR), rätoromanisch Societad svizra da radio e televisiun (SSR)) ist ein Verein mit Sitz in Bern und Trägerin des grössten Unternehmens für elektronische Medien in der Schweiz.
Ihr Angebot ist vorwiegend auf die Schweiz bezogen. Die SRG arbeitet unter einer Konzession des Schweizer Bundesstaats, die ihr umfangreiche Aufgaben im Dienste der allgemeinen Öffentlichkeit (Service public) überträgt. Zudem ist sie Mitglied der Europäischen Rundfunkunion.

## Organisation und Aufbau des Unternehmens

### SRG als Verband von Vereinen und Genossenschaften
Die Schweizerische Radio- und Fernsehgesellschaft (SRG; Kurzname oftmals auch SRG SSR) ist ein föderalistischer Verein im Sinne von Artikel 60 ff. des schweizerischen Zivilgesetzbuches. Der Verein hat rund 23'500 Mitglieder und steht allen Medien-Interessierten offen.
Die SRG veranstaltet Radio- und Fernsehprogramme und erbringt andere publizistische Angebote gemäss Bundesgesetz vom 24. März 2006 über Radio und Fernsehen und der Konzession des Bundesrates (Eidgenössisches Departement für Umwelt, Verkehr, Energie und Kommunikation UVEK).
Die SRG betreibt dazu ein «nach kaufmännischer Art geführtes Gewerbe», welches in den Statuten als Unternehmen bezeichnet wird. Mit den Programmen und übrigen publizistischen Angeboten erfüllt sie den gesetzlichen und konzessionsrechtlichen Leistungsauftrag. Die Angebote sollen der freien Meinungsbildung dienen, die kulturelle Entfaltung fördern und zur Bildung beitragen.
Die SRG besteht aus vier Regionalgesellschaften. Drei davon sind als Vereine, eine als Genossenschaft organisiert:
- Verein SRG.D: SRG Deutschschweiz[6] (als Dachorganisation von sechs Deutschschweizer Mitgliedsgesellschaften und der Regionalgesellschaft der rätoromanischen Schweiz mit rund 15'500 Mitgliedern)[9]
- Verein SSR.SR: SSR Suisse Romande[6] (als Dachorganisation von 7 Mitgliedergesellschaften)
- Genossenschaft SSR.CORSI: SSR Svizzera italiana CORSI[6]
- Verein SRG.R: SRG SSR Svizra Rumantscha[6] (eingebunden über die SRG.D)

Alle vier Regionalgesellschaften verfügen über einen Regionalrat und einen Regionalvorstand. In jeder Regionalgesellschaft organisiert ein Publikumsrat den Austausch zwischen Publikum und den Programmverantwortlichen und unterstützt so die Programmarbeit des Medienhauses. Eine Ombudsstelle nimmt Beanstandungen am Programm und den Inhalten entgegen und leitet daraus Empfehlungen für die Redaktionen ab.
Höchstes Organ des Vereins SRG ist die Delegiertenversammlung. Der Verwaltungsrat des Unternehmens der SRG ist zugleich der Vereinsvorstand.
Die Regionalgesellschaften der SRG sind in der deutsch- und in der französischsprachigen Schweiz in weitere Mitgliedgesellschaften unterteilt. Diese Mitgliedgesellschaften können zudem auch noch in Sektionen unterteilt sein. In diesen Strukturen finden auch General-, Delegierten- oder Mitgliederversammlungen statt.

#### SRG.D
Regionalgesellschaft der Deutschschweiz: SRG Deutschschweiz (SRG.D)
- SRG Zürich Schaffhausen (Radio- und Fernsehgenossenschaft Zürich)[13]
  - Sektion 1 (Stadt Zürich)
  - Sektion 2 (Limmattal, Knonauer Amt, Zürichsee linkes Ufer)
  - Sektion 3 (Zürichsee rechtes Ufer, Zürich Oberland)
  - Sektion 4 (Winterthur/Weinland, Schaffhausen, Zürcher Unterland)
- SRG Bern Freiburg Wallis (Radio- und Fernsehgenossenschaft Bern, Deutschfreiburg, Oberwallis)
  - SRG Freiburg (Radio- und Fernsehgesellschaft Deutschfreiburg)
  - SRG Wallis (Radio- und Fernsehgesellschaft Oberwallis)
- SRG Region Basel (Radio- und Fernsehgenossenschaft Basel)
- SRG Ostschweiz (Ostschweizerische Radio- und Fernsehgesellschaft)
- SRG Zentralschweiz (Zentralschweizerische Radio- und Fernsehgesellschaft)
  - SRG Uri
  - SRG Schwyz
  - SRG Obwalden
  - SRG Nidwalden
  - SRG Luzern
  - SRG Zug
- SRG Aargau Solothurn (Radio- und Fernsehgesellschaft Aargau/Solothurn)

#### SSR.SR
Regionalgesellschaft der französischen Schweiz: SSR Suisse Romande (SSR.SR)
- SSR Berne (Radio-Télévision Suisse Romande SRT)
- SSR Fribourg (Radio-Télévision Suisse Romande SRT)
- SSR Genève (Radio-Télévision Suisse Romande SRT)
- SSR Jura (Radio-Télévision Suisse Romande SRT)
- SSR Neuchâtel (Radio-Télévision Suisse Romande SRT)
- SSR Valais (Radio-Télévision Suisse Romande SRT)
- SSR Vaud (Radio-Télévision Suisse Romande SRT)

#### SSR.CORSI
Regionalgesellschaft der italienischen Schweiz (als Genossenschaft): SSR Svizzera italiana CORSI
- Società cooperativa per la radiotelevisione nella Svizzera italiana

#### SRG.R
Regionalgesellschaft der rätoromanischen Schweiz: SRG SSR Svizra Rumantscha
- SRG SSR Svizra Rumantscha

### Leitung
Die Organe der Gesellschaft auf nationaler Ebene sind:
- die Geschäftsleitung mit Generaldirektor und 8 weiteren Direktoren sowie 2 Mitgliedern der erweiterten Geschäftsleitung;[15]
- der Verwaltungsrat aus 9 Mitgliedern, geleitet von einem Verwaltungsratspräsidenten und unterstützt durch einen Zentralsekretär;
- die Delegiertenversammlung, bestehend aus 41 Personen unter Vorsitz des Präsidenten der SRG SSR 18 Delegierte der Gesellschaften der Deutschschweiz, 9 der Westschweiz, 6 der italienischen und 3 der rätoromanischen Schweiz. Von Amts wegen gehören die Präsidenten der Regionalgesellschaften dazu. Drei weitere Vertreter werden von der Delegiertenversammlung gewählt sowie zwei vom Bundesrat bestimmt. Vier weitere Vertreter, darunter der Generaldirektor, nehmen mit beratender Stimme teil.[16]

Das Departement für Umwelt, Verkehr, Energie und Kommunikation (UVEK) sowie das BAKOM sind die Aufsichtsbehörden der SRG. Sie prüfen die Einhaltung der Bestimmungen des Bundesgesetzes über Radio und Fernsehen (RTVG) sowie der Konzession. Daneben sind folgende Instanzen für die Beurteilung von Sendungen und die Behandlung von Beanstandungen und Beschwerden zuständig:
- Publikumsräte: Sie sind Schnittstelle zwischen Programmschaffenden und Publikum. Als Vertreter verschiedener Bevölkerungskreise beurteilen die Mitglieder die publizistischen Leistungen. Für die Programmverantwortlichen sind sie wichtige Diskussionspartner. In ihren Berichten halten sie ihre Beobachtungen und Beurteilungen fest, machen konkrete Verbesserungsvorschläge und informieren die Öffentlichkeit. Die Publikumsräte haben keine Weisungsbefugnisse.
- Ombudsstellen: Die SRG hat fünf Ombudsstellen – je eine für die Radio- und Fernsehprogramme der vier Sprachregionen und eine für Swissinfo. Die Ombudsstellen vermitteln zwischen den Personen, welche eine Beanstandung einreichen, und den Programmverantwortlichen. Da zu den meistbeachteten und stark diskutierten Sendungen der SRG naturgemäss die Informationssendungen zählen, sind diese am häufigsten von Beanstandungen betroffen.
- Unabhängige Beschwerdeinstanz (UBI): Ist jemand mit der Beurteilung der Ombudsstelle nicht einverstanden, kann der Streitfall bei der UBI beanstandet werden.

In allen Regional- oder Mitgliedgesellschaften der SRG engagieren sich rund 23'000 Menschen, wodurch eine direkte gesellschaftliche Partizipation erreicht wird. Beispielsweise wird im deutschen Modell des öffentlich-rechtlichen Rundfunks bei sechsfacher Bevölkerungszahl die gesellschaftliche Trägerschaft in sämtlichen Gremien und Beiräten von ARD und ZDF von insgesamt nur rund 1000 Repräsentanten praktisch ausgeübt.

### Das Unternehmen
Das Unternehmen wird geführt von der Generaldirektion unter dem Vorsitz des Generaldirektors. Dieser sind die sogenannten Unternehmenseinheiten unterstellt. Es sind diese:
- Schweizer Radio und Fernsehen (SRF)
- Radio Télévision Suisse (RTS)
- Radiotelevisione Svizzera (RSI)
- Radiotelevisiun Svizra Rumantscha (RTR)
- SWI swissinfo.ch[21]

Zudem gehören zum Unternehmen folgende Tochtergesellschaften:
- die Teletext-Betreiberin und Anbieterin von Multimedia-Dienstleistungen Swiss TXT AG
- die Beteiligungsgesellschaft Telvetia SA

Das Unternehmen ist u. a. Teilhaberin folgender Gesellschaften:
- Radio Events GmbH (50 %)
- Viasuisse AG (36,1 %)
- SMD Schweizer Mediendatenbank AG (33,3 %)
- Swiss Radioplayer GmbH (25 %)
- TV5 Monde SA (11,1 %)
- Keystone-SDA (7 %)
- Institut für Rundfunktechnik (IRT) (5,7 %)
- Swiss Media Cast AG (7,7 %)
- Swiss Media Forum AG (10 %)

Eine Beteiligung von 33,3 % an der Admeira AG wurde 2018 veräussert.
Per 1. Januar 2020 wurde die Tochtergesellschaft technology and production center switzerland (tpc) in SRF reintegriert.
Von 2016 bis 2017 war Viktor Baumeler als Nachfolger von Raymond Loretan Präsident der SRG. Er wurde im Mai 2017 durch Jean-Michel Cina abgelöst.
Von 2017 bis 2024 war Gilles Marchand als Nachfolger von Roger de Weck Generaldirektor der SRG. Am 25. Mai 2024 wurde Susanne Wille zur neuen Generaldirektorin gewählt. Sie trat ihr Amt am 1. November 2024 an.

### Die Gesellschaft
Die SRG ist ein Verein, der das öffentliche, unabhängige Medienhaus SRG betreibt. Die SRG und ein Teil der privaten Sender erhalten für die Umsetzung ihres Programms Gebühren. Im Gegenzug sind sie verpflichtet, die Grundversorgung an Radio- und Fernsehprogrammen für die Gesellschaft (medialer Service public) zu erbringen und dabei einen Auftrag aus der Bundesverfassung, dem Radio- und Fernsehgesetz sowie der Konzession zu erfüllen. Damit ist die SRG dafür verantwortlich, dass alle Sprachregionen eine gesicherte Informationsabdeckung und ein vielfältiges Unterhaltungs-, Bildungs- und Kulturprogramm erhalten. Die SRG erhält 90 % der Einnahmen aus diesen Gebühren, die die Serafe AG (bis Ende 2018 Billag AG) erhebt. Zudem erhalten 34 private Rundfunksender einen Teil der Einnahmen aus dieser Gebühr. Aufgrund dieser rechtlichen Sonderstellung (neben Staatsmedien und öffentlich-rechtlichen Medien) bevorzugt die Gesellschaft für sich selbst den juristisch unverbindlichen Ausdruck «öffentliches Medienhaus».
Im Rahmen des im März 2009 beschlossenen Projekts «Medienkonvergenz und Wirtschaftlichkeit» bündelte die SRG ihre Unternehmenseinheiten je Sprachregion und strebte eine engere Zusammenarbeit zwischen Radio, Fernsehen und Online an. So nahm am 1. Januar 2011 die neue Unternehmenseinheit Schweizer Radio und Fernsehen, als Zusammenschluss zwischen Schweizer Radio DRS und dem Schweizer Fernsehen, ihren Betrieb auf.

### Bisherige Generaldirektoren
Vorstandsdelegierter:
- 1931–1936: Maurice Rambert

Generaldirektoren:
- 1936–1950: Alfred Walter Glogg
- 1950–1972: Marcel Benzençon
- 1972–1981: Stelio Molo
- 1981–1987: Leo Schürmann
- 1988–1996: Antonio Riva
- 1996–2010: Armin Walpen
- 2011–2017: Roger de Weck
- 2017–2024: Gilles Marchand
- seit November 2024: Susanne Wille

## Geschichte der SRG

### Vorgeschichte
Die ersten öffentlichen Radiosender in der Schweiz waren Flugplatzsender in Lausanne (Programmbeginn 26. Februar 1923, dritter öffentlicher Sender in Europa), Genf und Zürich, konzessioniert nach dem neuen Telegraphen- und Telephonverkehrsgesetz. Sie verbreiteten regelmässig Meldungen und Wetterberichte für die Luftfahrt, in den Pausen Musik von Schallplatten; bald kamen allgemeine Nachrichten, zu beziehen von der Schweizerischen Depeschenagentur, sowie Sportsendungen dazu.
In der Folgezeit entstanden sieben regionale Organisationen, die sich am 24. Februar 1931 zum Verein Schweizerische Rundspruchgesellschaft (SRG) zusammenschlossen (Vorgänger war die im März 1926 in Bern gegründete Union Radiophonique Suisse).
| Nr. | Organisation | Start                                                  | Landessender               | Frequenz 1934  | Direktor 1935   |
| --- | --- | ------------------------------------------------------ | -------------------------- | -------------- | --------------- |
| 1   | Radiogenossenschaft Zürich | 23. Aug. 1924 Hönggerberg                              | 11. Juni 1931 Beromünster  | 556            | Jakob Job       |
| 2   | Radiogenossenschaft Basel | 19. Juni 1926 Zeughaus St. Jakob (1931: Basel-Kaserne) | 11. Juni 1931 Beromünster  | 556; 1375 (BS) | Emil Notz       |
| 3   | Radiogenossenschaft Bern | 19. Nov. 1925 Münchenbuchsee (1930: Bern-Wankdorf)     | 11. Juni 1931 Beromünster  | 556; 1375 (BE) | Kurt Schenker   |
| 4   | Ostschweizerische Radiogesellschaft (ORG) St. Gallen                                                                                                   | 12. Apr. 1930 (gegründet)                              | 11. Juni 1931 Beromünster  | 556            | (-)             |
| 5   | Société Romande de Radiodiffusion (SRR) Lausanne | 26. Feb. 1923 Champ-de-l'Air                           | 23. Apr. 1931 Sottens      | 677            | Eduard Müller   |
| 6   | Société des Emissions de Radio-Genève (SERG) | 10. März 1925 Genève-Cointrin                          | 23. Apr. 1931 Sottens      | 677            | Félix Pommier   |
| 7   | Ente Autonomo per la Radiodiffusione nella Svizzera Italiana (EARSI); 1938: Società Cooperativa per la Radiodiffusione nella Svizzera Italiana (CORSI) | 7. Juli 1929 (gegründet)                               | 28. Okt. 1933 Monte Ceneri | 1167           | Felix A. Vitali |

Zur Entwicklung in Deutschland: Reichs-Rundfunk-Gesellschaft (RRG); zur Entwicklung in Österreich: Radio Verkehrs AG (RAVAG)

### 1930er bis 1950er Jahre

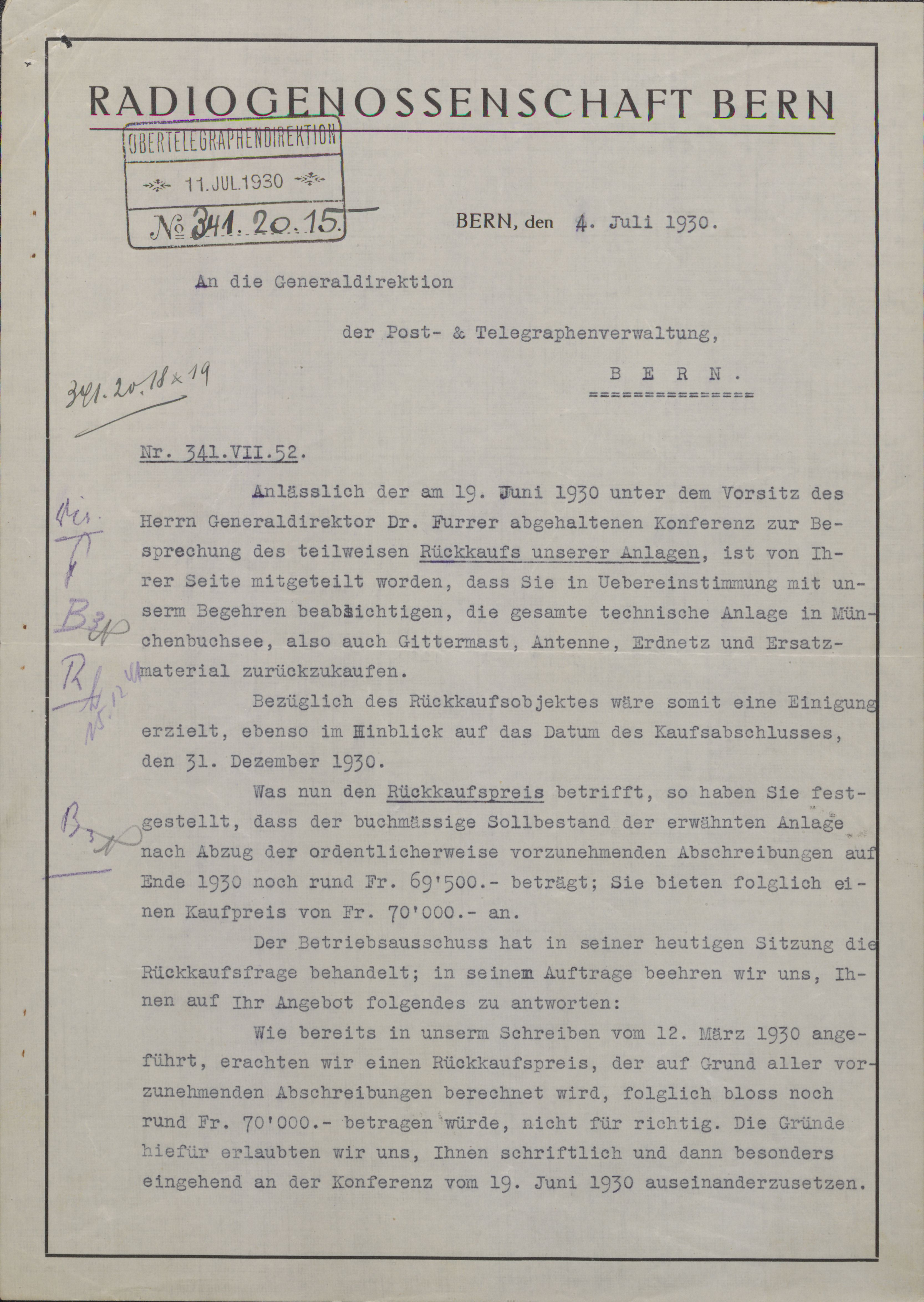
Schreiben der Radiogenossenschaft Bern an die Generaldirektion der PTT betreffend Rückkauf einiger Radioanlagen (1930)

Die SRG erhielt vom Bundesrat die alleinige Konzession für Radiosendungen in der Schweiz. In der Bewilligung gab es eine Klausel, dass die Sender der SRG ihre Informationen nur bei der Schweizerischen Depeschenagentur (SDA) beziehen durften.
1937 wurde die SRG erstmals reorganisiert und stärker zentralisiert. 1938 wurde Rätoromanisch als vierte offizielle Landessprache der Schweiz anerkannt, woraufhin das Radiostudio Zürich begann, Beiträge in rätoromanischer Sprache zu senden.
An der Landesausstellung von 1939 wurde von der ETH Zürich erstmals in der Schweiz die neue Fernsehtechnik dem staunenden Schweizer Publikum vorgeführt. Zu diesem Anlass organisierte die SRG einige Schauspieler, deren Aufführung gefilmt und direkt auf einen Fernsehbildschirm übertragen wurde.
Während des Zweiten Weltkriegs unterstützte die SRG mit ihren drei Landessendern, Radio Beromünster (deutsch), Radio Sottens (französisch) und Radio Monte Ceneri (italienisch), die «Geistige Landesverteidigung» und übernahm damit eine wichtige politische Funktion. Die Sendungen zur politischen und militärischen Lage wurden zudem weltweit über Kurzwelle gesendet. Radio Beromünster, benannt nach dem Landessender Beromünster, galt als der einzige «freie» deutschsprachige Sender Europas; bekannt wurde insbesondere Jean Rudolf von Salis’ Freitagabendsendung Weltchronik.

### 1950er bis 1990er Jahre

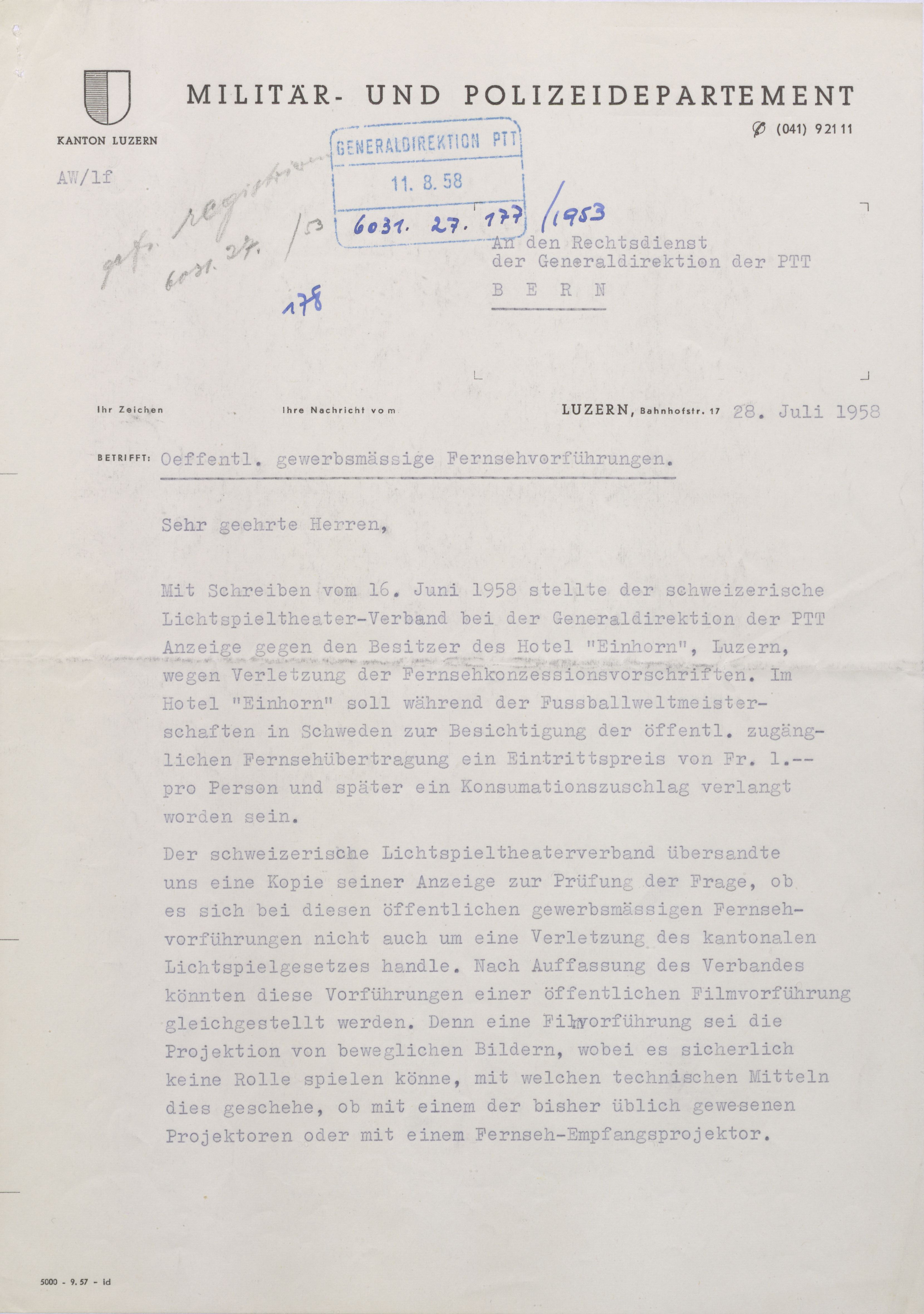
Ein Hotel wurde wegen Verletzung der Fernsehkonzessionsvorschriften angezeigt (1958)

Ab den fünfziger Jahren veränderte sich die Radiolandschaft: Die Transistorradios begannen sich langsam durchzusetzen, womit Radiohören alltäglich und ortsunabhängig wurde. Die drei Radiosender der SRG führten 1956 ihre zweiten Programme auf UKW ein. Zugleich fand das Fernsehen Verbreitung, und die SRG startete TV-Versuchssendungen in Lausanne, Basel und Zürich. 1953 nahm die SRG den regelmässigen Fernsehbetrieb auf, an fünf Abenden je Woche wurde in der Region Zürich ein einstündiges Programm gesendet. Im Jahr 1954 gründete die SRG gemeinsam mit acht weiteren europäischen Fernsehstationen die Eurovision.
1957 erhielt die SRG die erste offizielle Fernsehkonzession der Schweiz, die am 1. Januar 1958 in Kraft trat. Ab Mitte 1958 wurden die Sendungen in Zürich durch deutsch- und französischsprachige Sendungen aus Zürich und Genf ergänzt, der Sender der italienischen Schweiz übertrug Programme aus den anderen Landesteilen mit italienischen Kommentaren.
1961 erhielt die italienische Schweiz ein eigenes Fernsehstudio im Tessin, 1963 wurde die erste rätoromanische TV-Sendung ausgestrahlt.
Im Jahr 1964 wurde die SRG neu organisiert. Im selben Jahr bewilligte der Bundesrat die Einführung von Fernsehwerbung, und die SRG gründete eine Tochtergesellschaft, die AG für Werbefernsehen.
1965 wurde das Radio- und Fernsehstudio im Schweizer Bundeshaus in Bern eingeweiht und 1966 in Chur ein kleines Studio für rätoromanische Sendungen eingerichtet, die im Radioprogramm DRS 2 ausgestrahlt wurden.
Ab 1966 wurden die zweiten Sender (DRS 2, RSR 2 und RSI 2) offiziell zu Radioprogrammen, die «höheren Ansprüchen in Bezug auf Musik, Unterhaltung und Information» genügen sollten. Ab 1968 wurden nahezu alle Fernsehsendungen in Farbe ausgestrahlt.
In den 1970er Jahren wurden neue Fernsehstudios in Genf, Zürich und Comano in Betrieb genommen. Ab 1971 wurden die Radionachrichten nicht mehr von der SDA produziert, sondern gingen in die Verantwortung der SRG über. Seit diesem Jahrzehnt wird zudem dem Rätoromanischen ein grösserer Stellenwert eingeräumt und 1975 das Ressort Televisiun Rumantscha geschaffen. Seit 1978 senden die Radiosender der SRG in Stereofonie.
In den 1980er Jahren wurden die rigiden Bestimmungen des Mediengesetzes gelockert und erste private und kommerzielle Lokalradios erlaubt. 1983 führte die SRG dritte Hörfunkprogramme für das jugendliche Publikum ein: DRS 3, Couleur 3 und Rete 3.
Die 1982 lancierte SRG Sportkette entlastete die drei Hauptprogramme von den immer zahlreicher übertragenen Sportereignissen.
Von 1984 an gab es auf den Schweizer Fernsehsendern Teletext. Im selben Jahr startete die SRG gemeinsam mit ZDF und ORF das gemeinsame TV-Programm 3sat und mit französischsprachigen Sendern TV5 Monde.

### Seit den 1990er Jahren
Im Jahr 1990 wurde der privatrechtliche Verein SRG mit seinen Mitgliederorganisationen analog einer aktienrechtlichen Holding geformt. 1992 wurde der Kulturauftrag der SRG im Gesetz festgeschrieben.
1993 startete eine neue Fernsehkette der SRG, «S Plus», die ab 1995 Schweiz – Suisse – Svizzera – Svizra 4 hiess. 1995 spaltete sich die «Radio e Televisiun Rumantscha» (RTR mit TvR und RR) vom schweizerdeutschen DRS ab und wurde zur unabhängigen Einheit innerhalb der SRG. 1997 wurde die erfolglose vierte Fernsehsenderkette «Schweiz 4» eingestellt und durch die zweiten TV-Programme SF2, TSR 2 und TSI 2 ersetzt. Der bisherige Telefonrundspruch wurde eingestellt und durch drei Programmketten von Swiss Satellite Radio ersetzt.
Bei der Reorganisation 1999 erhielt die SRG den Markennamen SRG SSR idée suisse, wobei die «schweizerische Idee» für den öffentlichen Auftrag (Service public) stehen sollte.
1999 eröffnete Schweizer Radio International die erste Internetplattform der SRG. Auf swissinfo.ch wurde der weltweite Zugang zu den SRG-Programmen ermöglicht. Im selben Jahr ging das Jugendradio Virus als erstes digitales Radio der Schweiz auf Sendung.
Ab 2001 änderte Schweizer Radio International seine Strategie und wandelte sich in ein Multimedia-Unternehmen, das fortan unter dem Namen swissinfo.ch agiert.
Von 2003 an sandte die SRG all ihre Fernseh- und Radioprogramme digital über Satellit.
2006 feierte die SRG ihr 75-jähriges Bestehen und lancierte neben einer Medien-Charta auch eine öffentliche Diskussion über den Service public. 2007 begann die SRG als erste europäische Fernsehanstalt mit einem öffentlichen Auftrag mit dem frei empfangbaren HD-Fernsehen unter dem Namen HD suisse. 2010 entfiel der Namenszusatz idée suisse.
2010 bzw. 2011 wurden Radio Suisse Romande (RSR) und Télévision Suisse Romande (TSR) zu Radio Télévision Suisse (RTS) und Schweizer Radio DRS (SR DRS) und Schweizer Fernsehen (SF) zu Schweizer Radio und Fernsehen (SRF) zusammengeschlossen. 2010 wurde der seit 1931 betriebene Landessender Sottens (Mittelwelle) abgeschaltet.
Ende Januar 2012 stellte der SRG-Versuchssender HD suisse den Betrieb ein. Seit Februar 2012 strahlt die SRG sechs ihrer regulären Fernsehprogramme auch in HD-Qualität aus. Der Bundesrat hielt am Internet-Werbeverbot für die SRG fest. Anderseits sollte sie grösseren Spielraum bei den Inhalten des Online-Angebots erhalten.
2013 lancierten SRF und RTS das interaktive Fernsehangebot «SRF+» und «RTS+» (HbbTV). Das englischsprachige World Radio Switzerland (WRS) wurde von der Anglo Media SA übernommen.
Die Medienkommission des Nationalrats beauftragte das Bundesamt für Kommunikation (BAKOM) zu untersuchen, welche Auswirkungen Werbeverbote oder -einschränkungen für die SRG hätten und wie andere Werbeträger allenfalls davon profitieren könnten. Dazu bezogen sich befragte Experten auf eine Gliederung der SRG-Werbeeinnahmen des Jahres 2016. Eine der Folgerungen war, dass die Fernsehwerbung in der Schweiz bei einem Verbot derselben in der SRG 30 bis 50 Prozent der Reichweite verlieren würde und damit auch erhebliches Wirtschaftspotenzial eingebüsst würde. Der Kommissionsbericht hält fest, dass auch ohne derartige Verbote in Zukunft die Reichweite und Attraktivität von Fernsehwerbung abnehmen werde. Als Gründe werden die Fragmentierung des Mediennutzerpublikums und die zeitversetzte Fernsehnutzung genannt.
Am 4. März 2018 lehnten die Schweizer eine Volksinitiative zur Abschaffung der Empfangsgebühren mit 71,6 % ab.
2018 und 2019 kündigte die SRG infolge sinkender Werbeeinnahmen millionenschwere Sparmassnahmen an. Bis 2024 sollten 250 Vollzeitstellen abgeschafft werden.
Im September 2019 kündigte die SRG ein neues Streaming-Media-Portal ab Herbst 2020 an. Es nahm am 7. November 2020 unter dem Namen Play Suisse den Betrieb auf. Für seine Nutzung besteht eine Login-Pflicht. In den Jahren 2019 und 2020 schrieb die SRG Verluste in zweistelliger Millionenhöhe (minus 22,2 bzw. minus 12,9 Mio. CHF).
Die SRG wird im Laufe des Jahres 2021 ihre Fernsehprogramme über Satellit im UHD-Standard (auch 4K genannt) ausstrahlen. Die Programme werden dann in einer Auflösung vom 3840×2160 Pixeln zu sehen sein – bisher sendete die SRG in HD, also mit 720 Pixeln. Da die meisten Schweizer Zuseher Kabelkunden sind, ist die Verfügbarkeit des schärferen Bildes auch davon abhängig, wann die Kabelanbieter das Bild im neuen Standard in die Kabelnetze einspeisen.
Zur Vermarktung von Produktplatzierungen etc. wurde im Jahr 2022 die Internetplattform «SRG SSR Sponsoring» lanciert. Die Fernsehwerbung wird nach wie vor von Admeira vermarktet.
Am 31. Dezember 2024 schaltete die SRG die UKW-Antennen ab.
Am 15. Mai 2025 wurde eine Kooperation mit dem Verband Schweizer Medien (VSM) angekündigt. Am 1. Juli 2025 teilte die SRG mit, dass sie die bis im Sommer 2027 laufende Produktionsverträge für die National League (Eishockey) und die UEFA club competitions (Fussball) infolge Sparmassnahmen nicht mehr verlängern wird. Der Sitz der Generaldirektion in Bern wird per Ende 2026 von der Giacomettistrasse im Freudenberg ins Radiostudio Bern an die Schwarztorstrasse verlegt. Das Gebäude im Freudenberg soll bis zum Ende der Vertragslaufzeit 2032 untervermietet werden, was in Teilen bereits geschah.

## Die Sender der SRG

### Radio
| Radioprogramme                          | Radioprogramme                      | Radioprogramme                                         | Radioprogramme                      |
| Schweizer Radio und Fernsehen (SRF)     | Schweizer Radio und Fernsehen (SRF) | Schweizer Radio und Fernsehen (SRF)                    | Schweizer Radio und Fernsehen (SRF) |
| Programmname                            | Logo                                | Programmtyp                                            | Sendestart                          |
| --------------------------------------- | ----------------------------------- | ------------------------------------------------------ | ----------------------------------- |
| Radio SRF 1                             |                                     | Programmschema, das in etwa einem Vollprogramm gleicht | 11. Juni 1931                       |
| Radio SRF 2 Kultur                      |                                     | Kultur                                                 | 1956                                |
| Radio SRF 3                             |                                     | Pop                                                    | 1. November 1983                    |
| Radio SRF 4 News                        |                                     | Nachrichten- und Informationsprogramm                  | 5. November 2007                    |
| Radio SRF Virus                         |                                     | Jugendprogramm                                         | 20. November 1999                   |
| Radio SRF Musikwelle                    |                                     | Volksmusik                                             | 1. Oktober 1996                     |
| Radio Télévision Suisse (RTS)           |                                     |                                                        |                                     |
| Programmname                            | Logo                                | Programmtyp                                            | Sendestart                          |
| RTS Première                            |                                     | Voll- und Informationsprogramm                         | 1931                                |
| RTS Espace 2                            |                                     | Kultur                                                 | 30. September 1956                  |
| RTS Couleur 3                           |                                     | Pop                                                    | 1982                                |
| RTS Option Musique                      |                                     | Chansons und andere französischsprachige Musik         | 1994                                |
| Radiotelevisione Svizzera (RSI)         |                                     |                                                        |                                     |
| Programmname                            | Logo                                | Programmtyp                                            | Sendestart                          |
| Rete Uno                                |                                     | Voll- und Informationsprogramm                         | 1933                                |
| Rete Due                                |                                     | Kultur                                                 | 1985                                |
| Rete Tre                                |                                     | Pop                                                    | 1. Januar 1988                      |
| Radiotelevisiun Svizra Rumantscha (RTR) |                                     |                                                        |                                     |
| Programmname                            | Logo                                | Programmtyp                                            | Sendestart                          |
| Radio Rumantsch (RR)                    |                                     |                                                        | 1954 (1924)                         |
| Swiss Satellite Radio (SSatR)           |                                     |                                                        |                                     |
| Programmname                            | Logo                                | Programmtyp                                            | Sendestart                          |
| Radio Swiss Pop *                       |                                     | Pop                                                    | 1998                                |
| Radio Swiss Classic                     |                                     | Klassik                                                | 1998                                |
| Radio Swiss Jazz                        |                                     | Jazz                                                   | 1. September 1998                   |

* Der Sender Swiss Pop wurde von der SRG verkauft und sollte seit September 2020 durch die in der Westschweiz beheimatete BNJ Suisse SA betrieben werden. Angesichts der schlechten Aussichten auf dem Werbemarkt verzichtete BNJ 2021 auf den Kauf. Die SRG betreibt Radio Swiss Pop weiter selbst.
Zur Übertragungstechnik siehe Digital Audio Broadcasting in der Schweiz.

### Fernsehen
| Fernsehprogramme                    | Fernsehprogramme                    | Fernsehprogramme                    | Fernsehprogramme      | Fernsehprogramme              | Fernsehprogramme              | Fernsehprogramme              | Fernsehprogramme | Fernsehprogramme                | Fernsehprogramme                | Fernsehprogramme                |
| ----------------------------------- | ----------------------------------- | ----------------------------------- | --------------------- | ----------------------------- | ----------------------------- | ----------------------------- | ---------------- | ------------------------------- | ------------------------------- | ------------------------------- |
| Schweizer Radio und Fernsehen (SRF) | Schweizer Radio und Fernsehen (SRF) | Schweizer Radio und Fernsehen (SRF) |                       | Radio Télévision Suisse (RTS) | Radio Télévision Suisse (RTS) | Radio Télévision Suisse (RTS) |                  | Radiotelevisione Svizzera (RSI) | Radiotelevisione Svizzera (RSI) | Radiotelevisione Svizzera (RSI) |
| Name                                | Logo                                | Typ                                 | Name                  | Logo                          | Typ                           | Name                          | Logo             | Typ                             |                                 |                                 |
| SRF 1                               |                                     | Vollprogramm                        | RTS 1                 |                               | Vollprogramm                  | RSI LA 1                      |                  | Vollprogramm                    |                                 |                                 |
| SRF zwei                            |                                     | Vollprogramm                        | RTS 2                 |                               | Vollprogramm                  | RSI LA 2                      |                  | Vollprogramm                    |                                 |                                 |
| SRF info                            |                                     | Nachrichtensender                   | RTS Info (Livestream) |                               | Nachrichtensender             |                               |                  |                                 |                                 |                                 |

Die Radiotelevisiun Svizra Rumantscha (RTR) betreibt kein eigenes Programm. Die tägliche 10-minütige Sendung Telesguard wird auf SRF 1, SRF info und RSI LA 2 ausgestrahlt. Zudem besitzt sie auf SRF 1 am Sonntagnachmittag ein längeres Programmfenster.
Im Rahmen von Assoziierungsverträgen ist Die Schweizerische Radio- und Fernsehgesellschaft ausserdem dazu verpflichtet, eine bestimmte Anzahl von Koproduktionen mit dem deutsch-französischen Sender Arte umzusetzen.

#### Teletext
Die Verbreitung von Teletext-Informationen erfolgt über Swiss TXT.

#### Interaktives Fernsehen
Auf der Basis von HbbTV wird auf allen Kanälen interaktives Fernsehen angeboten. Die Lösung wurde von der Tochtergesellschaft Swiss TXT entwickelt.

### Internet
Die insbesondere für Auslandschweizer konzipierte Informationsplattform SWI swissinfo.ch ist in zehn Sprachen verfügbar und bietet verschiedene Services. Zuletzt wurde ein Angebot in russischer Sprache aufgeschaltet.
Die SRG betreibt ausserdem drei gesamtschweizerische Musikplattformen. 2006 lancierte sie mit mx3 das Portal für Schweizer Rock, Pop und Jazz, 2009 folgte volksmusik.mx3 für Volksmusik und 2019 mit neo.mx3 eine Plattform für das zeitgenössische und improvisierte Schweizer Musikschaffen.

## Sendeanlagen
Die Sendeanlagen, über welche die Programme der SRG ausgestrahlt werden, gehören seit Anfang 2002 Swisscom Broadcasting (früher PTT), die auch für den Betrieb verantwortlich zeichnet. Die bekanntesten Sendeanlagen sind:
- Landessender Beromünster (stillgelegt)
- Fernsehturm Bern-Bantiger
- Fernsehturm St. Chrischona
- Fernsehturm Uetliberg
- Sender Säntis
- Landessender Sarnen (stillgelegt)
- Landessender Sottens (stillgelegt)
- Landessender Monte Ceneri (stillgelegt)

## Sprachregionen und internationale Einflüsse im Fernsehprogramm
Der Schweizer Medienmarkt ist ein Spezialfall. Die direkte Demokratie, die kleine Grösse sowie die Mehrsprachigkeit des Landes stellen das Mediensystem vor Herausforderungen. Der Markt ist in die Sprachregionen Deutsch, Französisch, Italienisch und Rätoromanisch aufgeteilt. Ausländische Fernsehprogramme sind stark vertreten.
Eine Analyse der strukturellen und inhaltlichen Bezüge im Fernsehprogrammangebot der SRG SSR aus dem Jahr 2022 kam zu dem Schluss, dass deutsch- und französischsprachige Sender überdurchschnittlich viele Inhalte aus den jeweiligen gleichsprachigen Nachbarländern Deutschland und Frankreich beziehen. Dies ist auf Sprachbarrieren sowie Spillover-Effekte zurückzuführen, bei denen Medienangebote aus benachbarten Sprachräumen übernommen werden.
Dies gilt jedoch nicht für die italienischsprachigen Sender: Diese greifen vermehrt auf deutsche und französische Inhalte zurück, statt auf Produktionen aus Italien. Der Einfluss der Sprachregionen zeigt damit deutlich, wie stark strukturelle und kulturelle Faktoren das Programmangebot der SRG SSR prägen.
Die Analyse zeigt zudem, dass die SRG SSR ihren publizistischen Auftrag, sich in den aktuellen Informationssendungen auf die Schweiz zu fokussieren, weitgehend erfüllt. Die Darstellung der Schweiz ist allerdings insbesondere in Unterhaltungsgenres beschränkt.
Die SRG SSR hat das Ziel, den Zusammenhalt zwischen den Sprachregionen zu stärken und die Mehrsprachigkeit zu fördern. Vom 18. bis 22. November 2024 fand zum zweiten Mal die nationale Austauschwoche statt. Die SRG führte in diesem Zusammenhang einen Moderationsaustausch zwischen den Unternehmenseinheiten durch. Dennoch attestierte eine Analyse des BAKOM aus dem Jahr 2010 den sprachregionalen Programmen der SRG SSR eine eher «marginale» Berichterstattung über die jeweils anderen Sprachregionen.